# Вознесенська церква (Козелець)
Вознесенська церква — храм Православної церкви України, пам'ятка архітектури 19 століття в місті Козелець (Чернігівська область).

## Історія
Побудована 1866–1874 роках у стилі українського бароко з ознаками архітектурного історизму. Розташована  на головній площі міста в 150 метрах  від Собору Різдва Богородиці. Мурована, п'ятибанна, хрещата у плані, має дві апсиди — зі Сходу та Заходу. Кутові бані декоративні. Центральна баня більша за кутові і відіграє головну роль у силуеті храму, має вісім вікон. Фасади потиньковані, білені (розфарбування в два кольори відсутнє), прикрашені напівциркульними вікнами та карнизами. Рельєфні оздоби фасадів невисокі, майже графіні, декору — обмаль.
Більшість мурованих храмів 19 століття споруджували в псевдоросійському стилі, що диктувалося царським указом. Проте, Вознесенська церква одна з небагатьох, яка виконана в мотивах української архітектури. Архітектурний вигляд церкви строгий, чотири куполи церкви, нагадують оборонні башти. Вікна церкви, як і у давньоруських храмах, мають дещо опуклу форму, через що схожі на бійниці.

## Реставрація і сучасне використання
В 1975 проведено реставраційні роботи. Церква — унікальний зразок традиційного для Лівобережної України 17—18 ст. хрестового п'ятибанного храму в період історизму. У 1988 року приміщенні віддано під розташування Музею історії ткацтва Чернігівщини.
Протягом 1990-х — початку 2000-х років. через ставлення місцевої та центральної української влади на чолі з президентом Л. Д. Кучмою, яка формально твердячи про рівність усіх конфесій на практиці активно підтримувала Московський Патріархат, до  2005 року на Козелеччині не було допущено до реєстрації жодної громади Української православної церкви Київського Патріархату. Після Помаранчевої революції та з прибуттям до району протоієрея Андрія Пилипчака, який активно став розбудовувати українське церковне життя, ситуація нормалізувалася. Було створено громаду УПЦ КП в Козельці, яка звернулася з проханням надати їй для богослужінь Вознесенську церкву.
На Різдво Христове 2006 року з дозволу керівництва райдержадміністрації відбулася перша літургія. Однак ця подія викликала шалений опір прихильників УПЦ МП. Прибічники церкви Московського Патріархату різними способами, навіть шляхом незаконного залучення правоохоронних органів, намагалися перешкодити поверненню храму віруючим Української Церкви. З того часу протягом більше десяти років громада боролася за право проводити служити у храмі. Богослужіння здійснювалися просто неба поблизу церкви. Віруючі зверталися у різні інституції, прагнучи врегулювати ситуацію у правовому полі. 
Після Революції гідності та з настанням російсько-української війни 2017 року храм передано громаді Української Православної Церкви Київського Патріархату. 8 квітня 2017 року Святійший Патріарх Київський і всієї Руси-України Філарет звершив чин освячення храму. На богослужінні були присутні голова Чернігівської ОДА Валерій Куліч, перший заступник голови Чернігівської обласної ради Валентин Мельничук, голова Козелецької райдержадміністрації Володимир Швед, голова Чернігівського земляцтва у м. Києві Віктор Ткаченко, директор Департаменту культури Чернігівської ОДА Олександр Левочко.